# Durand Jones & The Indications
Durand Jones & The Indications est un groupe américain de rhythm and blues, originaire de l'Indiana, formé en 2015.

## Présentation
Durand Jones & the Indications est un groupe de rhythm and blues et de musique soul, basé à Bloomington (Indiana).
Durand Jones a été choriste à l’église étant enfant, puis saxophoniste. Il quitte la Louisiane pour faire ses études en Indiana. Il rencontre, dans un bar d’étudiants, le groupe qui deviendra The Indications.
Le groupe est dirigé par le chanteur, auteur-compositeur Durand Jones, originaire de Louisiane. Il est initialement composé de Aaron Frazer, batteur/voix et de Blake Rhein, guitariste. Le trio est ensuite rejoint par Kyle Houpt, bassiste, et Justin Hubler.

## Discographie
La discographie du groupe Durand Jones & The Indications comprend :

### Albums studio
- 2016 : Durand Jones & The Indications
- 2018 : Live Vol. 1
- 2019 : American Love Call
- 2021 : Private Space
- 2025 : Flowers

### Singles
- 2015 : Smile
- 2017 : Make A Change
- 2018 : You And Me
- 2019 : Morning In America
- 2019 : Don't You Know
- 2019 : Morning in America b/w Never Heard 'Em Say
- 2020 : Young Americans (reprise du single de David Bowie)